# Exocentrus badius
Exocentrus badius là một loài bọ cánh cứng trong họ Cerambycidae.